# 2520
2520（二千五百二十、にせんごひゃくにじゅう）は自然数、また整数において、2519の次で2521の前の数である。

## 性質
- 2520は合成数であり、約数は1, 2, 3, 4, 5, 6, 7, 8, 9, 10, 12, 14, 15, 18, 20, 21, 24, 28, 30, 35, 36, 40, 42, 45, 56, 60, 63, 70, 72, 84, 90, 105, 120, 126, 140, 168, 180, 210, 252, 280, 315, 360, 420, 504, 630, 840, 1260, 2520である。
  - 約数の和は9360。
- 18番目の高度合成数であり、約数を48個もつ。1つ前は1680、次は5040。
  - 約数を48個もつ最小の数である。次は3360。
  - 高度合成数 n に対し、次の高度合成数が 2n まで現れない最大の n である。（オンライン整数列大辞典の数列 A072938）
  - 自身より大きい全ての高度合成数の約数となる6つの高度合成数のうちの最大の高度合成数である。1つ前は60。（オンライン整数列大辞典の数列 A106037）
- 1から9までの自然数の最小公倍数であるとともに、1から10までの自然数の最小公倍数でもある。すなわち、1から10までのすべての整数で割り切れる最小の数である。2つ前の8までは840、次の11と2つ先の12までは27720、5つ先の15までは360360。(オンライン整数列大辞典の数列 A003418)
- 505番目のハーシャッド数である。1つ前は2511、次は2530。
  - 9を基とする133番目のハーシャッド数である。1つ前は2511、次は2601。
- 2520 = 3 × 4 × 5 × 6 × 7
  - 5連続整数の積で表せる3番目の数である。1つ前は720、次は6720。
- 2520 = 23 × 32 × 5 × 7
  - 4つの異なる素因数の積で p3 × q2 × r × s の積で表せる最小の数である。次は3780。
- 2520 = 180 × 14
  - 2520°= 14π (rad)。1つ前の13πは2340°、次の15πは2700°。
  - 十六角形の内角の和は2520°である。1つ前の十五角形は2340°、次の十七角形は2700°。(オンライン整数列大辞典の数列 A066164)
- 2520 = 360 × 7 であり、7周分の角度である。1つ前は2160°、次は2880°。
- 2520 = 7! / 2
  - n = 7 のときの n!/2 の値とみたとき1つ前は360、次は20160。(オンライン整数列大辞典の数列 A001710)
- 約数の和が2520になる数は19個ある。(864, 984, 1068, 1144, 1180, 1276, 1292, 1336, 1390, 1436, 1534, 1558, 1678, 1885, 2095, 2327, 2363, 2407, 2419) 約数の和19個で表せる最小の数である。次は3456。
  - 約数の和の個数 n 個で表せる最小の数とみたとき、1つ前の18個は5376、次の20個は2160。(オンライン整数列大辞典の数列 A007368)

## その他 2520 に関連すること
- 「明日の君を守りたい 〜YAMATO2520〜」は、日本の男性アイドルグループ・TOKIOの通算2枚目のシングル曲。1994年12月12日発売。
- 「TOKIO in YAMATO2520 ～YAMATO2520テーマソングス～」は、TOKIOの映像作品。
- YAMATO2520は、宇宙戦艦ヤマトシリーズの続編として制作されたオリジナルアニメ。